# فربيوناوات
الفربيوناوات (الاسم العلمي: Euphorbioideae) هي أسرة من النباتات تتبع الفصيلة الفربيونية من رتبة الملبيغيات.

## تصنيف الفربيوناوات
- الفربيوناوية
  - الفربيون